# Abadá (vêtement)

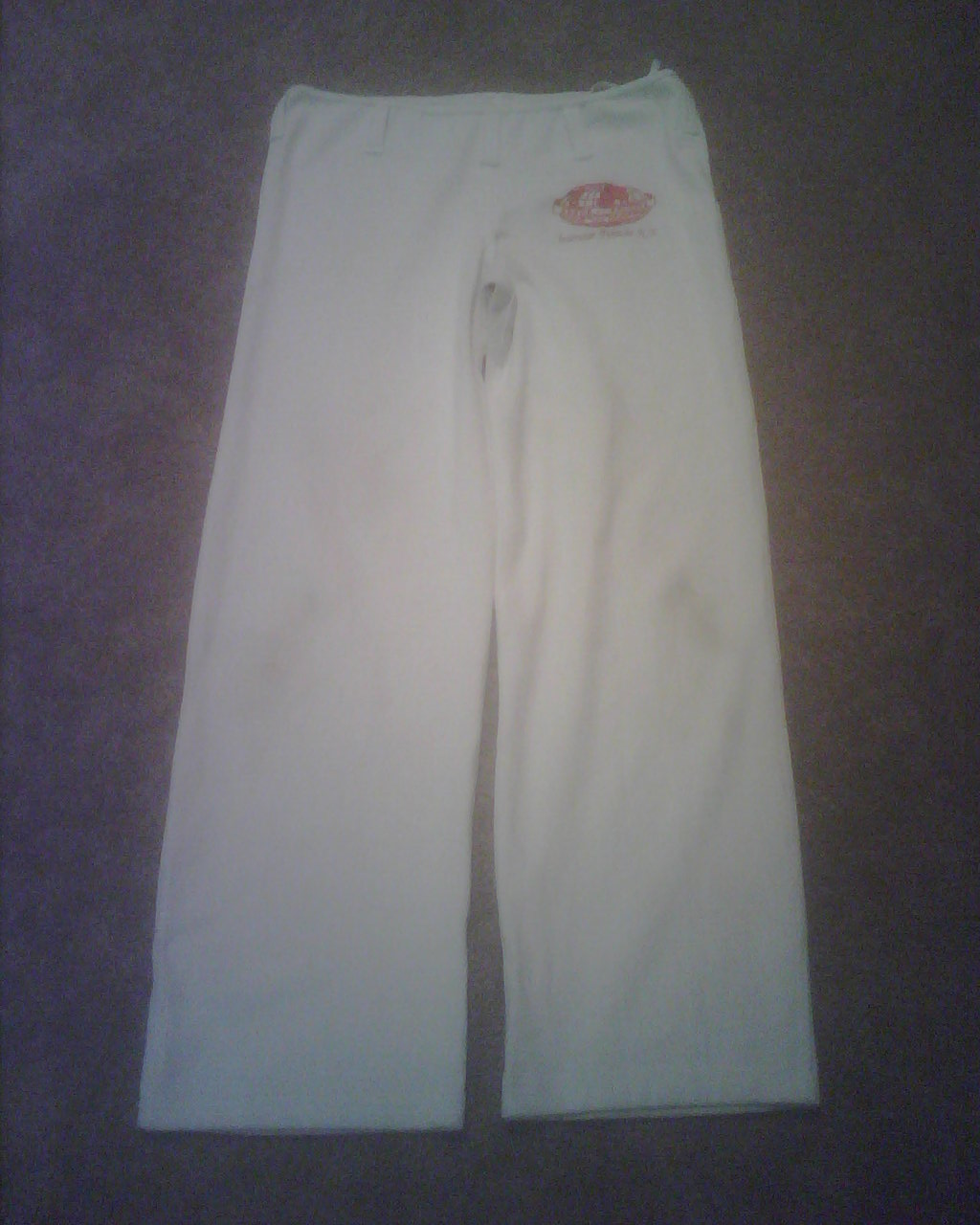
Abadás
Pantalon de capoeira

Pour les articles homonymes, voir Abada.
L'abadá est le nom du pantalon que portent les capoeiristes lorsqu'ils pratiquent la capoeira, un art martial afro-brésilien.

## Évolution de la capoeira et de l'abadá
La capoeira mêle la lutte, la danse et le théâtre et fait appel à l'agilité et à l'aptitude du joueur à mener de front un dialogue avec son partenaire et une stratégie qui le mènera à prendre le dessus de façon élégante.
L'utilisation de coups de pied représente la majeure partie des mouvements effectués dans la roda de capoeira, même si certains capoeiristes ont un jeu sobre et épuré qui implique plus de déplacement et de malice que de mouvements à proprement parler.
Avec la naissance dans les années 1970 d'un style de capoeira travaillé pour le spectacle et le folklore, les capoeiristes ont rapidement intégré des mouvements de plus en plus spectaculaires et faisant appel à la souplesse d'athlètes souvent entraînés dès leur plus jeune âge.
Cette évolution assez récente du jeu de spectacle a contribué à l'adoption de tenues confortables pour l'exécution de mouvements explosifs et toniques. Traditionnellement, les capoeiristes n'arboraient qu'un pantalon et pratiquaient leurs mouvements pieds et torse nus. Plus récemment, le pantalon ample et souple, souvent en matière synthétique est entré dans les mœurs et s'appelle souvent abadá de capoeira.
Blanc (traditionnel) ou coloré (identité du groupe d'affiliation), l'abadá est un élément distinctif de la pratique contemporaine au même titre que son instrument phare, le berimbau.
Article à compléter :
- Le blanc, couleur sacrée
- Le mythe du pantalon de coton